# فرودگاه بد
فرودگاه بد (به انگلیسی: Bade Airport) یک فرودگاه با کد یاتا BXD است . این فرودگاه در کشور اندونزی قرار دارد .